# Зеленчик золотолобий
Зеленчик золотолобий (Chloropsis aurifrons) — вид горобцеподібних птахів родини зеленчикових (Chloropseidae).

## Поширення
Вид поширений в Південній Азії та Індокитаї від південних схилів Гімалаїв, Західних Гат та Шрі-Ланки до китайської провінції Сичуань на півночі та В'єтнаму на сході.

## Опис

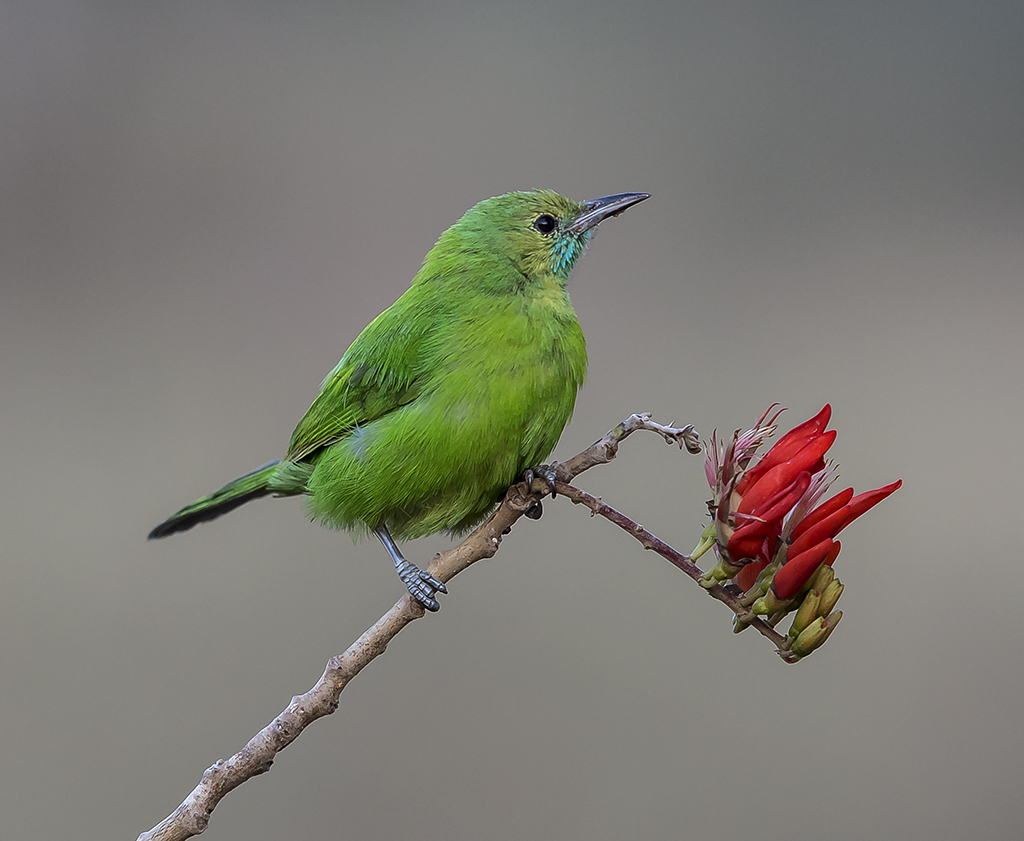
Самиця

Птах завдовжки 17-19 см та вагою 15-48 г. Тіло міцної статури. Дзьоб конічний, довгий, ледь зігнутий. Крила заокруглені. Хвіст квадратний. Ноги міцні. У самців майже все оперення яскравого зеленого кольору. Плечі та махові пера блакитного відтінку. Горло та лицьова маска чорного кольору, з боків облямовані жовтим кольором. Від країв дзьоба вниз по горлу лежать дві синьо-фіолетові смуги («вуса»). Лоб помаранчево-золотистий. Нижня частина хвоста світло-сіра. У самиць забарвлення менш яскраве, також відсутні чорні області на лиці і горлі та помаранчева пляма на лобі.

## Спосіб життя
Живе у вологих тропічних лісах. Всеїдний птах. Живиться фруктами, комахами і дрібними безхребетними, інколи нектаром. Розмножуються впродовж всього року з піком між лютим та серпнем. Утворює моногамні пари. Самиця будує чашоподібне гніздо між гілками дерев. У гнізді 2-3 яйця рожевого кольору. Насиджує самиця. Інкубація триває 14 днів. Самець підгодовує партнерку під час насиджування. Про пташенят піклуються обидва батьків. Пташенята стають самостійними через півтора місяці після вилуплення.